# Jerome Sinclair
Jerome Terence Sinclair (Birmingham, 20 september 1996) is een Engels voetballer van Jamaicaanse afkomst die doorgaans als aanvaller speelt. Hij tekende in juni 2016 een contract tot medio 2021 bij Watford, dat circa € 5.200.000,- voor hem betaalde aan Liverpool.

## Carrière
Sinclair speelde vijf jaar in de jeugd van West Bromwich Albion en daarna nog vijf in die van Liverpool. Hiervoor debuteerde hij op 26 september 2012 in het betaald voetbal. Hij deed die dag mee in een wedstrijd in het toernooi om de League Cup, tegen West Bromwich Albion. Daarmee was hij op dat moment de jongste speler ooit in het eerste elftal van Liverpool. Een doorbraak bleef echter uit. Liverpool verhuurde Sinclair in het seizoen 2014/15 aan Wigan Athletic, waarvoor hij dat jaar zijn competitiedebuut maakte, in de Championship. Een jaar later speelde hij twee wedstrijden voor Liverpool in de Premier League. Daarna was hij aan het einde van zijn contract.
Sinclair tekende in juni 2016 een contract tot medio 2021 bij Watford, de nummer dertien van de Premier League in het voorgaande seizoen. Dat betaalde circa €5.200.000,- aan opleidingsvergoeding voor hem. Halverwege zijn eerste seizoen in Watford werd hij verhuurd aan Birmingham City. Ook in zijn derde seizoen leende de Premier League club hem uit, aan achtereenvolgens Sunderland en Oxford United. Eind juni 2019 werd Sinclair door Watford opnieuw verhuurd, ditmaal voor één seizoen aan VVV-Venlo. Na afloop van zijn vierde huurperiode door Watford keerde Sinclair vervolgens weer terug naar Engeland. In oktober 2020 werd Sinclair voor een vijfde keer door Watford verhuurd, ditmaal samen met ploeggenoot Adalberto Peñaranda aan CSKA Sofia.

## Clubstatistieken
| Seizoen         | Club            | Competitie      | Competitie | Competitie | Beker | Beker | Continentaal1 | Continentaal1 | Overig2 | Overig2 | Totaal | Totaal |
| Seizoen         | Club            | Competitie      | Wed.       | Dlp.       | Wed.  | Dlp.  | Wed.          | Dlp.          | Wed.    | Dlp.    | Wed.   | Dlp.   |
| --------------- | --------------- | --------------- | ---------- | ---------- | ----- | ----- | ------------- | ------------- | ------- | ------- | ------ | ------ |
| 2012/13         | Liverpool       | Premier League  | 0          | 0          | 0     | 0     | 0             | 0             | 1       | 0       | 1      | 0      |
| 2013/14         | Liverpool       | Premier League  | 0          | 0          | 0     | 0     | —             | —             | 0       | 0       | 0      | 0      |
| 2014/15         | Liverpool       | Premier League  | 2          | 0          | 0     | 0     | 0             | 0             | 0       | 0       | 2      | 0      |
| 2015/16         | Liverpool       | Premier League  | 0          | 0          | 2     | 1     | 0             | 0             | 0       | 0       | 2      | 1      |
| Club totaal     | Club totaal     | Club totaal     | 2          | 0          | 2     | 1     | 0             | 0             | 1       | 0       | 5      | 1      |
| 2014/15         | Wigan Athletic  | Championship    | 1          | 0          | —     | —     | —             | —             | —       | —       | 1      | 0      |
| Club totaal     | Club totaal     | Club totaal     | 1          | 0          | 0     | 0     | 0             | 0             | 0       | 0       | 1      | 0      |
| 2016/17         | Watford         | Premier League  | 5          | 0          | 2     | 1     | —             | —             | 0       | 0       | 7      | 1      |
| 2017/18         | Watford         | Premier League  | 4          | 0          | 1     | 0     | —             | —             | 0       | 0       | 5      | 0      |
| 2020/21         | Watford         | Championship    | 0          | 0          | 0     | 0     | —             | —             | 2       | 0       | 2      | 0      |
| Club totaal     | Club totaal     | Club totaal     | 9          | 0          | 3     | 1     | 0             | 0             | 2       | 0       | 14     | 1      |
| 2016/17         | Birmingham City | Championship    | 5          | 0          | —     | —     | —             | —             | —       | —       | 5      | 0      |
| Club totaal     | Club totaal     | Club totaal     | 5          | 0          | 0     | 0     | 0             | 0             | 0       | 0       | 5      | 0      |
| 2018/19         | Sunderland      | League One      | 13         | 1          | 3     | 0     | —             | —             | 3       | 1       | 19     | 2      |
| Club totaal     | Club totaal     | Club totaal     | 13         | 1          | 3     | 0     | 0             | 0             | 3       | 1       | 19     | 2      |
| 2018/19         | Oxford United   | League One      | 16         | 4          | 0     | 0     | —             | —             | 0       | 0       | 16     | 4      |
| Club totaal     | Club totaal     | Club totaal     | 16         | 4          | 0     | 0     | 0             | 0             | 0       | 0       | 16     | 4      |
| 2019/20         | VVV-Venlo       | Eredivisie      | 23         | 0          | 1     | 0     | —             | —             | —       | —       | 24     | 0      |
| Club totaal     | Club totaal     | Club totaal     | 23         | 0          | 1     | 0     | 0             | 0             | 0       | 0       | 24     | 0      |
| 2020/21         | CSKA Sofia      | Parva Liga      | 18         | 1          | 5     | 2     | 4             | 0             | —       | —       | 27     | 3      |
| Club totaal     | Club totaal     | Club totaal     | 18         | 1          | 5     | 2     | 4             | 0             | 0       | 0       | 27     | 3      |
| Carrière totaal | Carrière totaal | Carrière totaal | 87         | 6          | 14    | 4     | 4             | 0             | 6       | 1       | 111    | 11     |

Laatste update: 30 augustus 2021